# 第27親衛自動車化狙撃師団 (ロシア陸軍)
第27親衛自動車化狙撃師団（だい27しんえいじどうしゃかそげきしだん、ロシア語: 27-я гвардейская мотострелковая дивизия）は、ロシア陸軍の師団。第2親衛諸兵科連合軍隷下。

## 概要

### 第二次世界大戦
1941年12月12日、第二次世界大戦の影響に伴い、赤軍第75海軍歩兵旅団としてカザフ・ソビエト社会主義共和国で創設された。
1942年1月、独ソ戦に投入され、2月にデミャンスクでドイツ軍包囲に失敗し、死傷者3,904人の大損害を受けて部隊が壊滅したが、名誉称号「親衛隊」を授与され、第3親衛狙撃旅団に再編された。
1942年4月、部隊増強に伴い、第27親衛狙撃師団に改編された。
1943年からウクライナ方面で攻勢を開始し、南部ザポリージャ州、ムィコラーイウ州、オデッサ州を解放し、赤旗勲章、2等ボグダン・フメリニツキー勲章、名誉称号「ノヴォブグ」を授与された。
1945年、ドイツ・ベルリンに進撃し、枢軸国に勝利した。戦後はドイツに移駐し、第21親衛機械化師団に改編された。

### 冷戦期
1957年5月、歩兵部隊化に伴い、第21親衛自動車化狙撃師団に改編された。
1964年11月、師団番号返還に伴い、第27親衛自動車化狙撃師団に改称された。
1967年3月、名誉称号「オムスク」を授与された。
1991年5月、ロシア・ソビエト連邦社会主義共和国オレンブルク州に移駐した。

### ロシア陸軍
1992年5月、ソビエト連邦の崩壊とロシアの独立で創設されたロシア陸軍に編入した。
1992年7月、ロシア平和維持軍としてトランスニストリア戦争に派遣された。
2000年、第506親衛自動車化狙撃連隊が第二次チェチェン紛争に投入された。
2005年2月、第589親衛自動車化狙撃連隊が第15独立親衛自動車化狙撃旅団に改編され、第2親衛諸兵科連合軍隷下に転属した。
2009年6月、部隊縮小に伴い、第21独立親衛自動車化狙撃旅団に改編された。

### ドンバス戦争

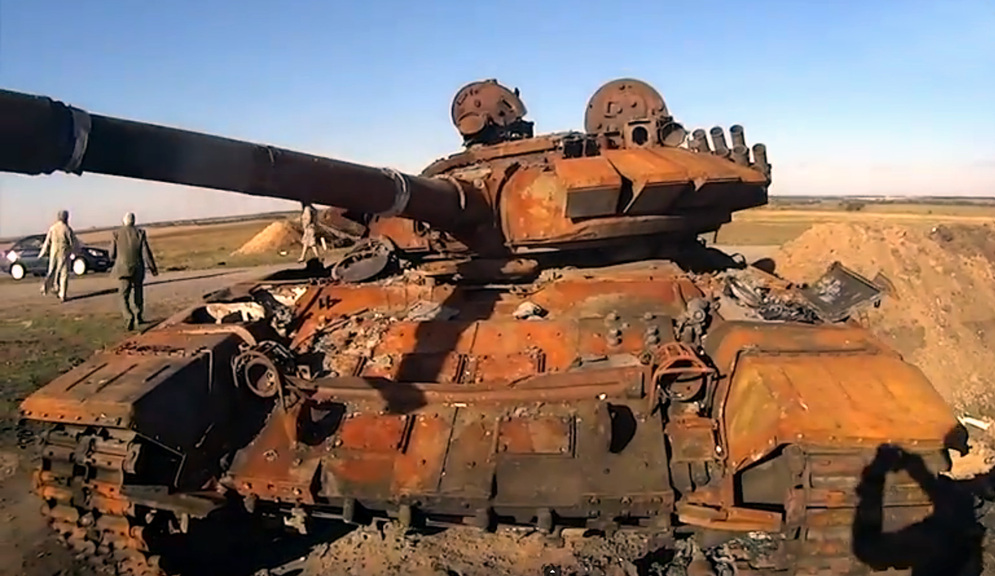
第21旅団のT-72BA

2014年8月、ドンバス戦争に投入され、9月に東部ドネツィク州イロヴァイスクを占領し、戦闘後も人道回廊で撤退中のウクライナ軍を攻撃して虐殺した。

### ロシアのウクライナ侵攻

#### 北部・スームィ戦線
2022年2月24日、ロシアのウクライナ侵攻でロシア・クルスク州に配備され、スームィ方面で攻勢を開始し、北部スームィ州コノトプを占領したが、偵察大隊のセルゲイ・パノフ大隊長が戦死した。東のスームィ方面からチェルニーヒウを包囲する計画だったが、頓挫したため迂回して南からキーウ方面を目指した。

#### 北部・キーウ戦線
2022年3月、北部キーウ州に再配置され、ブロヴァルィー方面で攻勢を開始し、占領すればチェルニーヒウの後方連絡線を寸断する好機でもあったが、2週間の激闘の末に撃退された。退却時に戦死した団員の遺体を捨て置いたため、団員の遺体が捕虜交換用に回収される様子がメディアで紹介された。

#### 東部・バフムート戦線
2022年8月、激戦地の東部ドネツィク州バフムート地区に再配置され、第35自動車化狙撃旅団、第55自動車化狙撃旅団と共に攻勢を開始し、バフムート北のシヴェルシク方面で撃退された。

#### 東部・スヴァトヴェ-クレミンナ戦線
2023年5月、東部ルハーンシク州スヴァトヴェ地区に再配置され、クプヤンシク方面に展開した。

#### 東部・アウディーイウカ戦線
2023年10月、東部ドネツィク州ポクロウシク地区に再配置され、第1軍団の救援で第15自動車化狙撃旅団、第1軍団隷下の第114自動車化狙撃旅団と共にアウディーイウカで攻勢を開始し、先鋒を務めて大損害を被ったが長く膠着していた戦線の突破に貢献した。2024年2月に長期戦の末に占領したが、その代償として団員が4割程度まで減少する損害を受けたと推定された。
2024年3月、生き残った団員で第433自動車化狙撃連隊、新兵で第506親衛自動車化狙撃連隊、第589親衛自動車化狙撃連隊が新編され、部隊増強に伴い、第27親衛自動車化狙撃師団に改編された。
2024年4月、激戦地の東部ドネツィク州ポクロウシク地区に再配置され、アウディーイウカ北のオチェレティネ方面で攻勢を開始した。第30自動車化狙撃旅団がウクライナ軍の連係ミスで陣地がもぬけの殻となった隙を突いて郊外まで進出すると、ロシア軍が再び躍動しはじめ、5月にオチェレティネを占領した。

#### 東部・バフムート戦線
2024年7月、第506連隊、第589連隊が激戦地の東部ドネツィク州バフムート地区に再配置され、友軍の救援でバフムート南のトレツク方面に展開した。

## 編制
- 師団司令部（トツコエ）
- 第433自動車化狙撃連隊
- 第506親衛自動車化狙撃連隊
- 第589親衛自動車化狙撃連隊
- 第268親衛自走砲連隊
- 第1107独立対戦車砲大隊
- 第838独立高射ミサイル大隊

- 第907独立偵察大隊
- 第1614独立工兵大隊
- 第834独立通信大隊
- 第140独立兵站大隊
- 第341独立衛生大隊
- 電子戦大隊
- NBC防護中隊
- 無人機中隊